# Попешть (Алба)
Попешть, Попешті (рум. Popești) — село у повіті Алба в Румунії. Входить до складу комуни Интрегалде.
Село розташоване на відстані 292 км на північний захід від Бухареста, 24 км на північний захід від Алба-Юлії, 59 км на південь від Клуж-Напоки.

## Населення
За даними перепису населення 2002 року у селі проживали 12 осіб, усі — румуни. Усі жителі села рідною мовою назвали румунську.